# Kup europskih prvaka 1970./71. (vaterpolo)
Ovo je osmo izdanje Kupa europskih prvaka. Naslov je četvrti put u povijesti osvojio beogradski Partizan. Još u skupinama ispali su Orvosegyetem, Barceloneta, Akademik Sofija i Ethnikos. Zatim je igrana završna skupina.
- 1. Partizan (Jugoslavija)
- 2. Mladost (Jugoslavija)
- 3. Dinamo (Moskva) (SSSR)
- 4. SKK Stockholm (Švedska)

- sastav Partizana (četvrti naslov): Miloš Marković, Branislav Trajković, Đorđe Perišić, Uroš Marović, Dušan Antunović, Mirko Sandić, Zoran Janković, Siniša Belamarić, Felice Tedeschi, Branimir Glidžić, Miroslav Sofijanić, Predrag Manojlović, Božidar Novaković. Trener: Vlaho Orlić[1]